# ゴールド・コブラ
『ゴールド・コブラ』（Gold Cobra）は、アメリカ合衆国のミクスチャー・ロック（ニュー・メタル）バンド、リンプ・ビズキットの5thアルバム。

## 概要
- 2005年に活動休止していたバンドが2009年に活動を再開して以降、最初に発表したアルバムである。フルメンバーが揃って制作したスタジオアルバムとしては、3rdアルバム以来11年ぶりに発表された。また初のセルフプロデュース作品でもある。
- アメリカのアルバム・チャートで初登場16位。初週で27,000枚の売上を記録。アメリカ国内だけで8万枚を売り上げている。ドイツのチャートでは初登場1位を記録。
- タイトル命名とカバージャケットを手掛けたのはウェス・ボーランド。幾つかの収録曲に彼の初となるギターソロが披露されている。
- デビュー時から所属していたインタースコープ・レコード最後の作品である[1]。

## 収録曲
1. Introbra - 1:20
2. Bring It Back - 2:17
3. Gold Cobra - 3:53 - 2ndシングル
4. Shark Attack - 3:26
5. Get a Life - 4:54
6. Shotgun - 4:32 - 1stシングル
7. Douche Bag - 3:42
8. Walking Away - 4:45
9. Loser - 4:53
10. Autotunage - 5:00
11. 90.2.10 - 4:18
12. Why Try - 2:51
13. Killer in You - 3:46
14. Back Porch - 3:22 - デラックス盤に収録
15. My Own Cobain - 3:40 - デラックス盤に収録
16. Angels - 3:20 - デラックス盤に収録
17. Los Angeles - 2:53 - 欧州限定のデラックス盤に収録
18. Middle Finger" - 4:27 - HMV限定のデラックス盤に収録
19. Combat Jazz - 2:37 - 日本限定のデラックス盤に収録